# Bragado
Bragado – miasto w Argentynie, położone w północnej części prowincji Buenos Aires, 210 km od stolicy Buenos Aires.

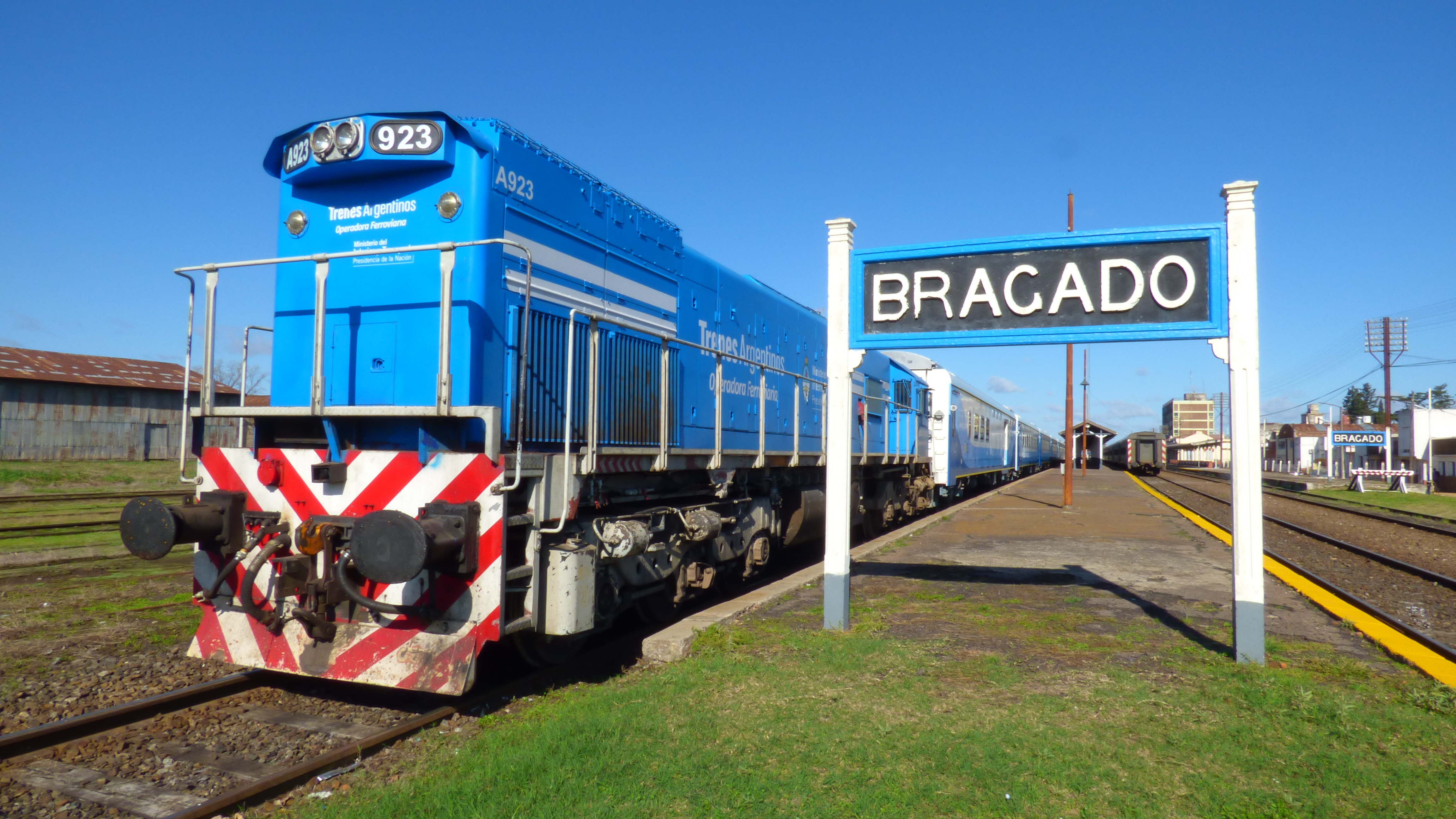
Stacja kolejowa Bragado

## Opis
Miejscowość została założona 5 marca 1857 roku, obecnie ważna stacja węzłowa.

## Baza hotelowa
- Hotel Friend's House[2]
- Coll Hotel And Restaurant Madame[3]